# Turó del Gall
|  | Per a altres significats, vegeu «Turó del Gall (Castelldefels)». |

El Turó del Gall és una muntanya de 583 metres que es troba entre els municipis de Mediona a l'Alt Penedès i de Cabrera d'Anoia i la Torre de Claramunt a l'Anoia. Al cim podem trobar-hi un vèrtex geodèsic (referència 27712001).